# 山形县立米泽女子短期大学
山形县立米泽女子短期大学（日语：／ Yamagata Kenritsu Yonezawa Joshi Tanki Daigaku *），简称米短，是一所位于日本山形县米泽市的公立短期大学。

## 概要

### 简介
- 短期大学为于1952年开办[2][3]、由山形县公立大学法人山形县立米泽女子短期大学经营[4]。

### 历史
- 1952年 米泽女子短期大学成立并同时设置一个学科和一个业余课程、以下列举[3]。
  - 家政科
  - 业余课程家政专修（招生到于1975年、停办于1976年）
- 1956年 日语科成立[3]。
- 1963年 经营基础变更为山形县[3]。
- 1970年 改校名为山形县立米泽女子短期大学。两个学科改名为、以下列举[3]。
  - 家政科→家政学科
  - 日语科→日本语日本文学科
- 1972年 校园迁址至同市通町六丁目[3]。
- 1976年 家政学科分离为两个专攻、以下列举[3]。
  - 家政专攻（招生到于1993年、停办于1995年）
  - 食物专攻
- 1984年 两个学科成立、以下列举[3]。
  - 英语英文学科
  - 日本史学科
- 1994年 社会信息学科成立。家政学科食物专攻改编为健康营养学科[注 2][3]。

### 宪章
- 请参看山形县立米泽女子短期大学的标志 （页面存档备份，存于） （日語） 2014年6月4日阅览。

## 学校环境
- 校区：在山形县米泽市

## 历任校长
- 铃木道子：现在短期大学校长[5]

## 组织

### 学科
- 日本语日本文学科
- 英语英文学科
- 日本史学科
- 社会信息学科

### 前学科
| - 家政学科 - 健康营养学科 |

### 专科
| - 没有 |

### 业余课程
| - 家政专修 |

### 附属机关
| - 图书馆 - 生活文化研究所 - 五十周年记念资料室 |

## 相关链接
- 日本短期大学列表